# 브리아나 레인
브리아나 레인(Briana Lane, 1985년 10월 27일 ~ )은 미국의 배우, 텔레비전 배우, 영화배우이다.
로스앤젤레스에서 태어났다.

## 영화
- 올리버, 스톤드. (2014년) - 제니퍼 역